# Muretinci
Muretinci so naselje v Občini Gorišnica.